# آزویل
آزویل (به فرانسوی: Azeville) یک کمون در فرانسه است که در canton of Montebourg واقع شده‌است. آزویل ۳٫۰۰ کیلومتر مربع مساحت دارد ۲۰ متر بالاتر از سطح دریا واقع شده‌است.